# Albert Cuypstraat

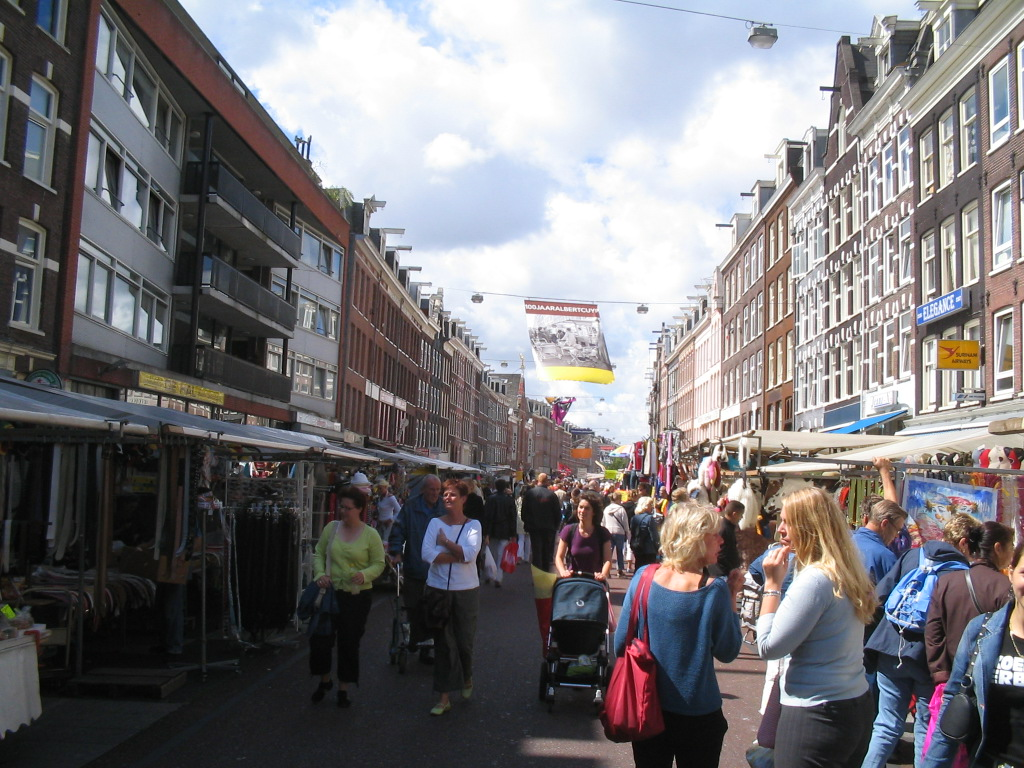
De Albert Cuypmarkt in 2005

De Albert Cuypstraat is een straat in de Amsterdamse wijk De Pijp in het stadsdeel Zuid. De straat is in 1883 vernoemd naar Albert Cuyp, een kunstschilder uit de 17e eeuw, loopt van de Ruysdaelkade in het westen naar de Van Woustraat in het oosten, en kruist de Ferdinand Bolstraat. De straat is aangelegd op de plaats van de gedempte Zaagmolensloot. Dit verklaart waarom de straat breder is dan de meeste andere straten in het noordelijke deel van de Pijp.
De Albert Cuypstraat, de Dapperstraat, de Ten Katestraat en de Lindengracht werden in 1910 als 'ventstraat' aangewezen.
De straat is vooral bekend om de Albert Cuypmarkt, die zes dagen van de week wordt gehouden in het gedeelte tussen Ferdinand Bolstraat en Van Woustraat. Dit deel is dan ook alleen 's avonds en op zon- en feestdagen opengesteld voor het verkeer. Ook het andere (westelijke) deel is geen belangrijke verkeersader. In het westen gaat de Albert Cuypstraat over in de Ruysdaelstraat, waarmee het is verbonden door de Diamantbrug over de Boerenwetering.
Door dit westelijke gedeelte reed van 1913-2018 tramlijn 16. Sinds de Ferdinand Bolstraat tussen de Albert Cuypstraat en Ceintuurbaan ten behoeve van bouwwerkzaamheden voor de Noord/Zuidlijn gestremd was kwam op 6 mei 2003 lijn 24 daar tot 10 mei 2016 bij. Er bevindt zich een niet meer gebruikte halte nabij de Diamantbrug. Alhoewel er geen reguliere tramlijn meer rijdt blijven de tramrails liggen ten behoeve van omleidingen en remiseritten. 
Op de zuidoostelijke hoek van de Albert Cuypstraat en de Ferdinand Bolstraat werden enkele panden gesloopt voor een nieuw hoekpand met daarin de ingang van het metrostation De Pijp van de Noord-Zuidlijn. Een andere ingang bevindt zich op de hoek van de Ferdinand Bolstraat en de Ceintuurbaan.
Aan de straat staan vijf opmerkelijke gebouwen:
- Albert Cuypstraat 2-6, het Moppesgebouw (gemeentemonument)
- Albert Cuypstraat 24-26 met de Onderdoorgang Hercules Seghersstraat
- Albert Cuypstraat 88, voormalige brandweerkazerne
- Albert Cuypstraat 182, de voormalige Buiten-Amstelkerk (gemeentemonument)
- Albert Cuypstraat 241, school en boksschool (gemeentemonument)

In 2016 verscheen bij de kruising van de Van Woustraat het kunstwerk Alles wat er op de markt te koop is. Sinds 2019 is op Albert Cuypstraat 124 vrouwencafé Bar Buka gevestigd.

## Afbeeldingen

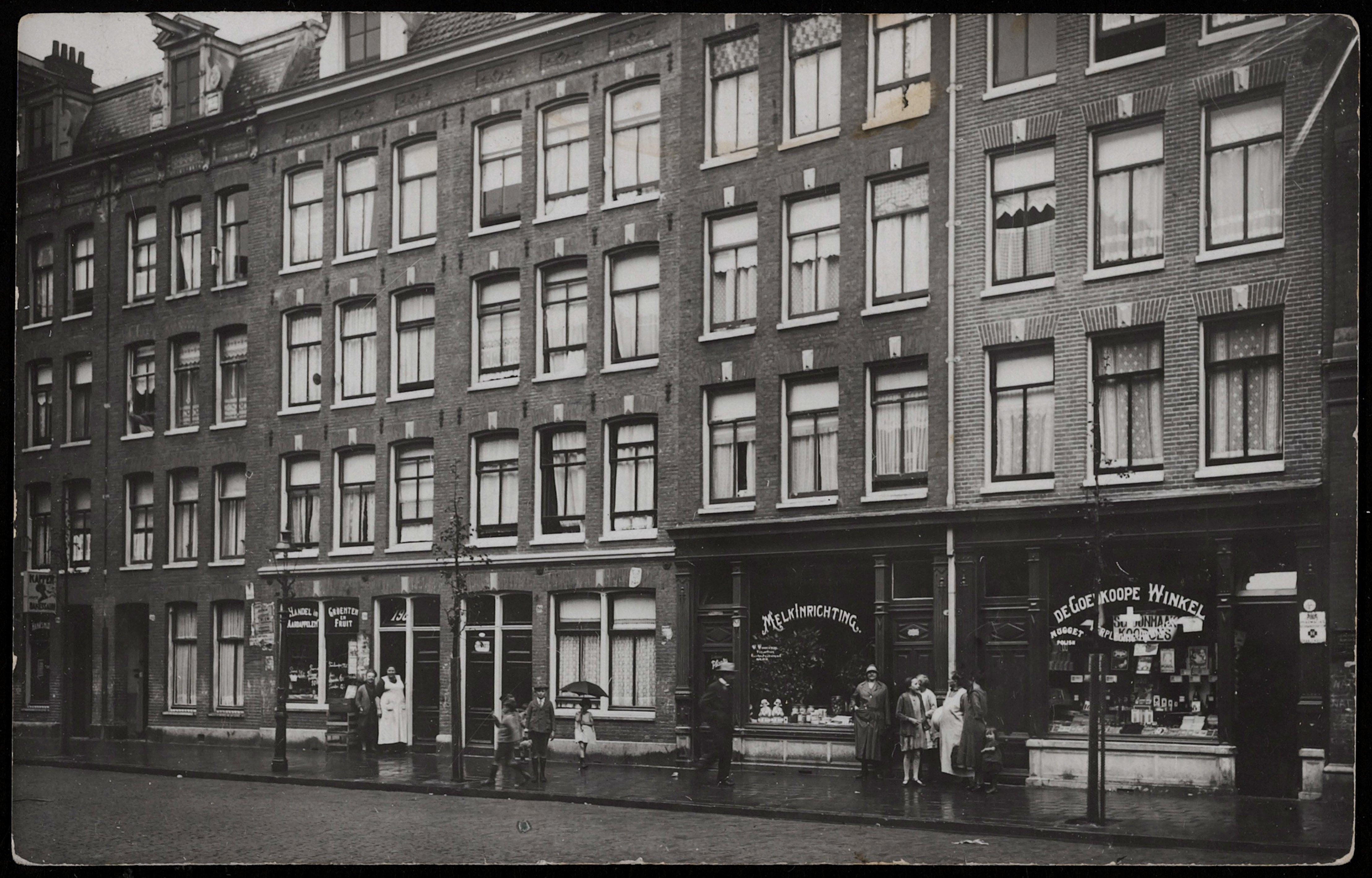
Albert Cuypstraat met winkels rondom nr. 190 (januari 1920)
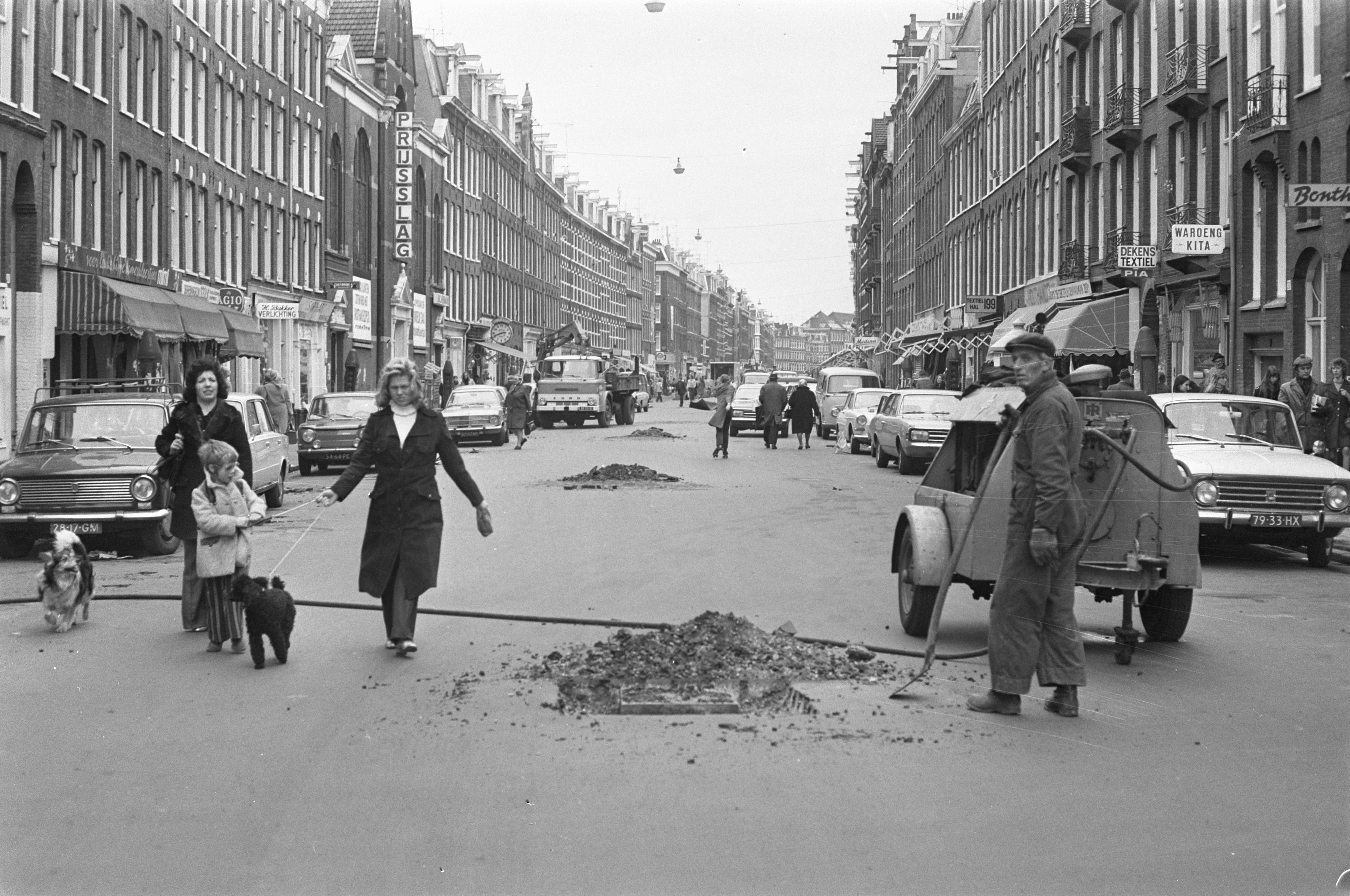
markt verplaatst vanwege wegwerkzaamheden (april 1972)
Albert Cuypstraat met winkels en mensen (maart 2023)
De Albert Cuypstraat, gezien vanaf de Ruysdaelkade (maart 2023)
De Albert Cuypmarkt - op de hoogte van de Eerste Sweelinckstraat (maart 2023)